# 대니얼 듀랜트
대니얼 듀랜트(영어: Daniel Durant, 1989년 12월 24일 ~ )은 미국의 배우이다. 2015년 브로드웨이 리바이벌 《스프링 어웨이크닝》의 모리츠 스티플 역, 2013년부터 2017년까지 드라마 《스위치드 앳 버스》에서 매슈 역으로 잘 알려져 있다.